# Sloupový kostel ve Flesbergu
Dřevěný sloupový kostel ve Flesbergu (norsky bokmål Flesberg stavkirke,  nynorsk Flesberg stavkyrkje) je sloupový kostel z druhé poloviny 12. století nebo začátku 13. století, který se nachází v municipalitě Flesberg, nedaleko řeky Numedalslågen, v tradičním regionu Numedal, v kraji Buskerud v jihovýchodním Norsku. V sousedství kostela se nachází hřbitov.

## Historie kostela
První dochovaný písemný pramen, který kostel zmiňuje, pochází z roku 1359, ale kostel byl pravděpodobně postaven v druhé polovině 12. století nebo na začátku 13. století, tedy přibližně ve stejné době jako další dřevěné sloupové kostely v kraji Buskerud (v Rollagu, Nore a Uvdalu). Kostel byl původně jednolodní (typ B) se čtyřmi volně stojícími vnitřními sloupy nesoucími zvýšenou centrální střechu, obklopený ze všech čtyř stran ambitem nebo loděmi. Měl užší kněžiště, rovněž se zvýšenou centrální střechou, a půlkruhovou apsidu. Obklopoval ho ochoz volně spojený s prkennými stěnami.
V roce 1735 bylo odstraněno kněžiště, apsida a východní stěna lodi. Loď byla prodloužena směrem na východ a byly přistavěny dvě příčné lodi, čímž vznikl půdorys ve tvaru kříže. Přístavby byly postaveny z vodorovné srubové konstrukce se zaříznutými rohy. Portálová prkna jsou zdobena vyřezávanými liánami a zvířecími ornamenty. Z patrového kostela se dochovalo jen málo částí, a tím pádem jen nepatrné zbytky původní výzdoby. Z původního sloupového kostela se dochovaly pouze tři vnější stěny, protože vnitřní sloupy a zvýšená střecha byly odstraněny.
Interiér kostela charakterizuje přestavba z roku 1735. Najdeme zde několik pozůstatků středověkého vybavení a výzdoby. Nachází se zde zdobený lev a lví hlava, které rovněž pocházejí ze středověku. Pod obílenými stěnami byly odhaleny dekorativní malby, které také pochází ze středověku.
Kostel je ze všech stran obklopen hřbitovem, ale daleko největší část hřbitova se rozkládá přibližně na jih až jihozápad od kostela (směrem k řece Numedalslågen). Na hřbitovní zeď (a také na některé náhrobní kameny) byla použita břidlice, která byla přivezena ze statku Haukeli na západním břehu řeky. Na některých kamenech ve hřbitovní zdi se dochovaly železné kruhy. Tyto kruhy sloužily k přivazování koní během bohoslužeb. Každý sedlák měl pro svého koně určený vázací kruh, nejstarší pochází z roku 1661. Tato neobvyklá hřbitovní zeď je také zachycena na malbě z roku 1701, která je současně nejstarší dochovanou malbou kostela.

## Fotogalerie

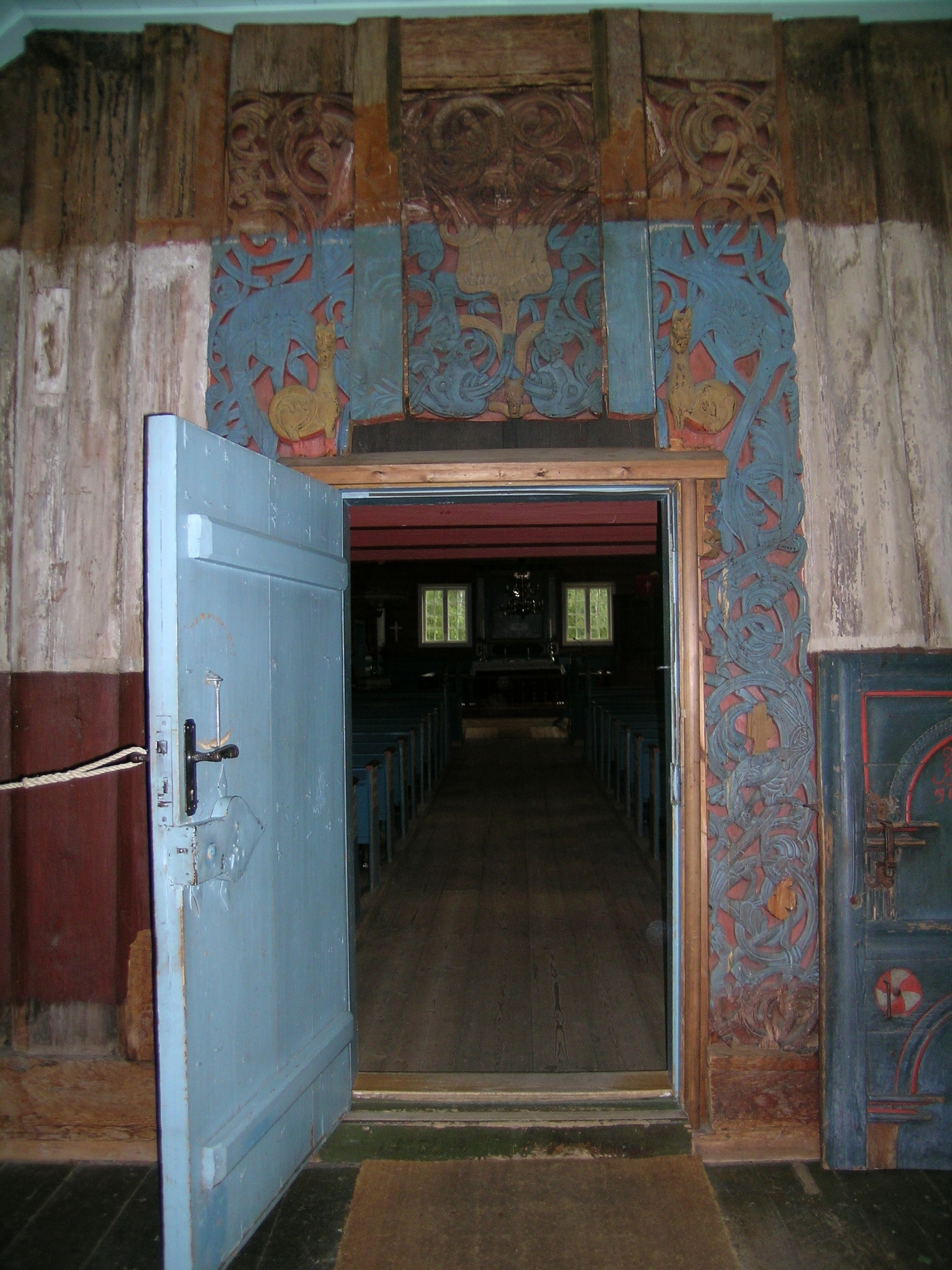
Portál
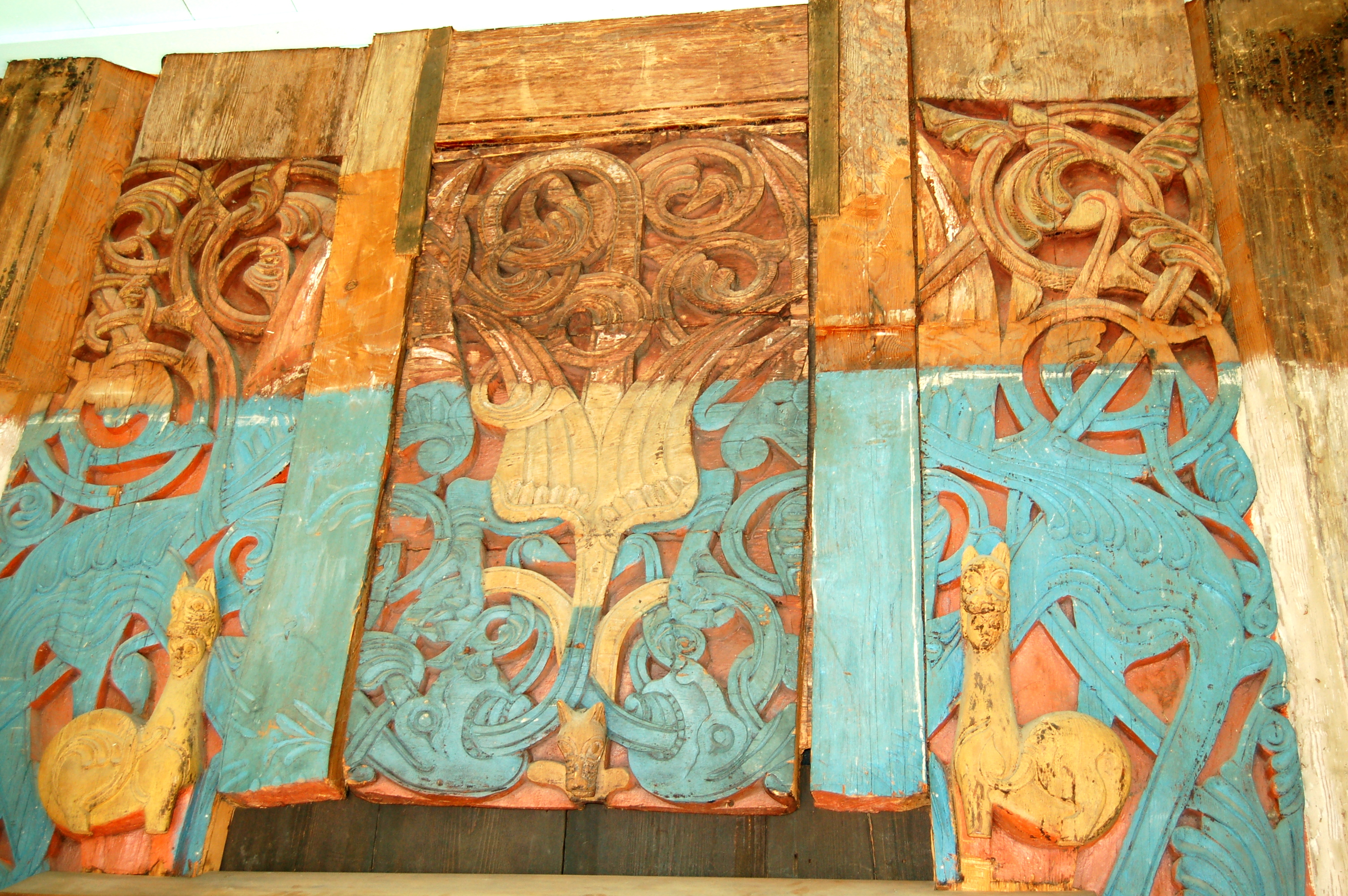
Detail portálu
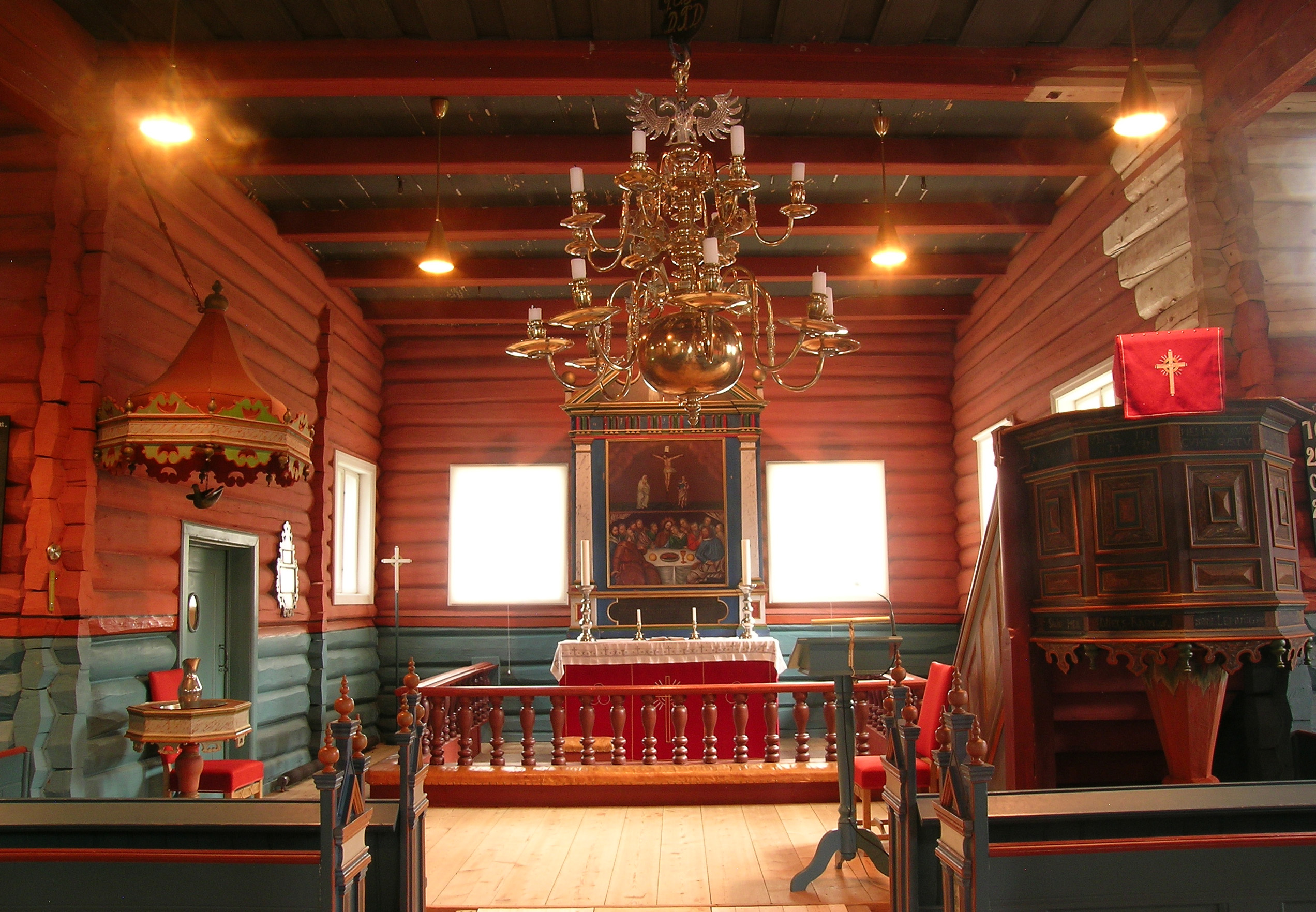
Chór a kazatelna
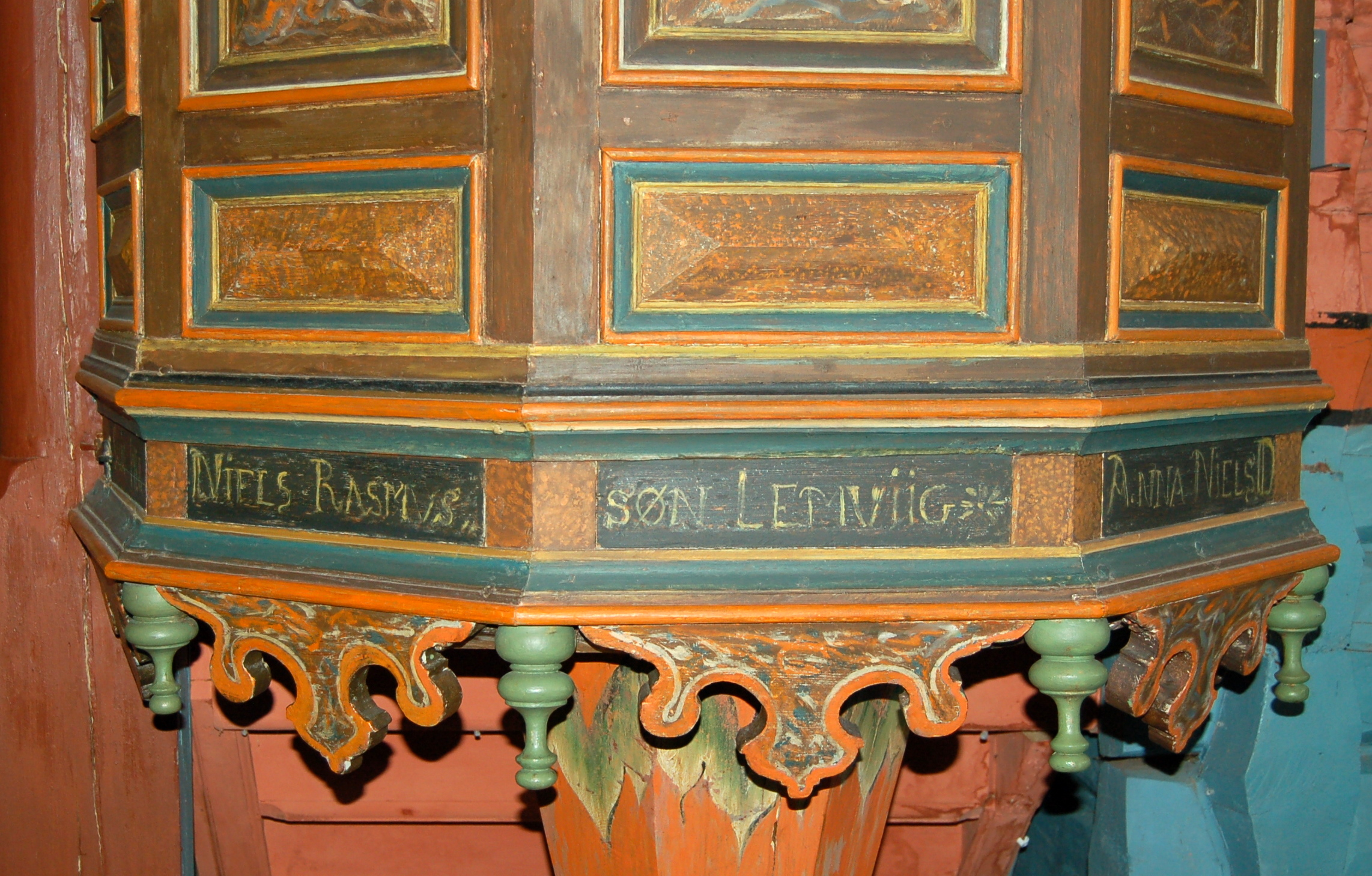
Detail kazatelny
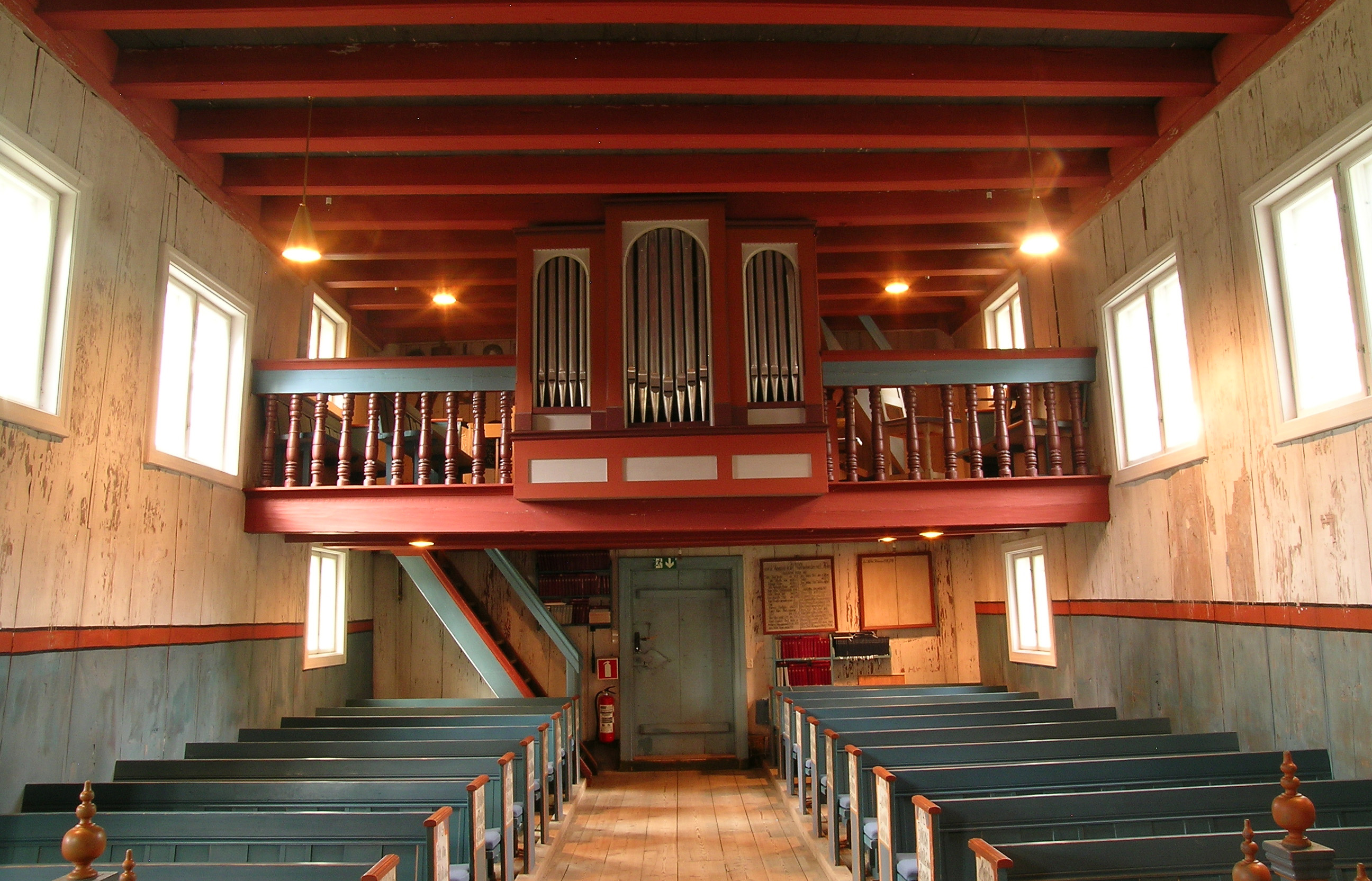
Chrámová loď a varhany
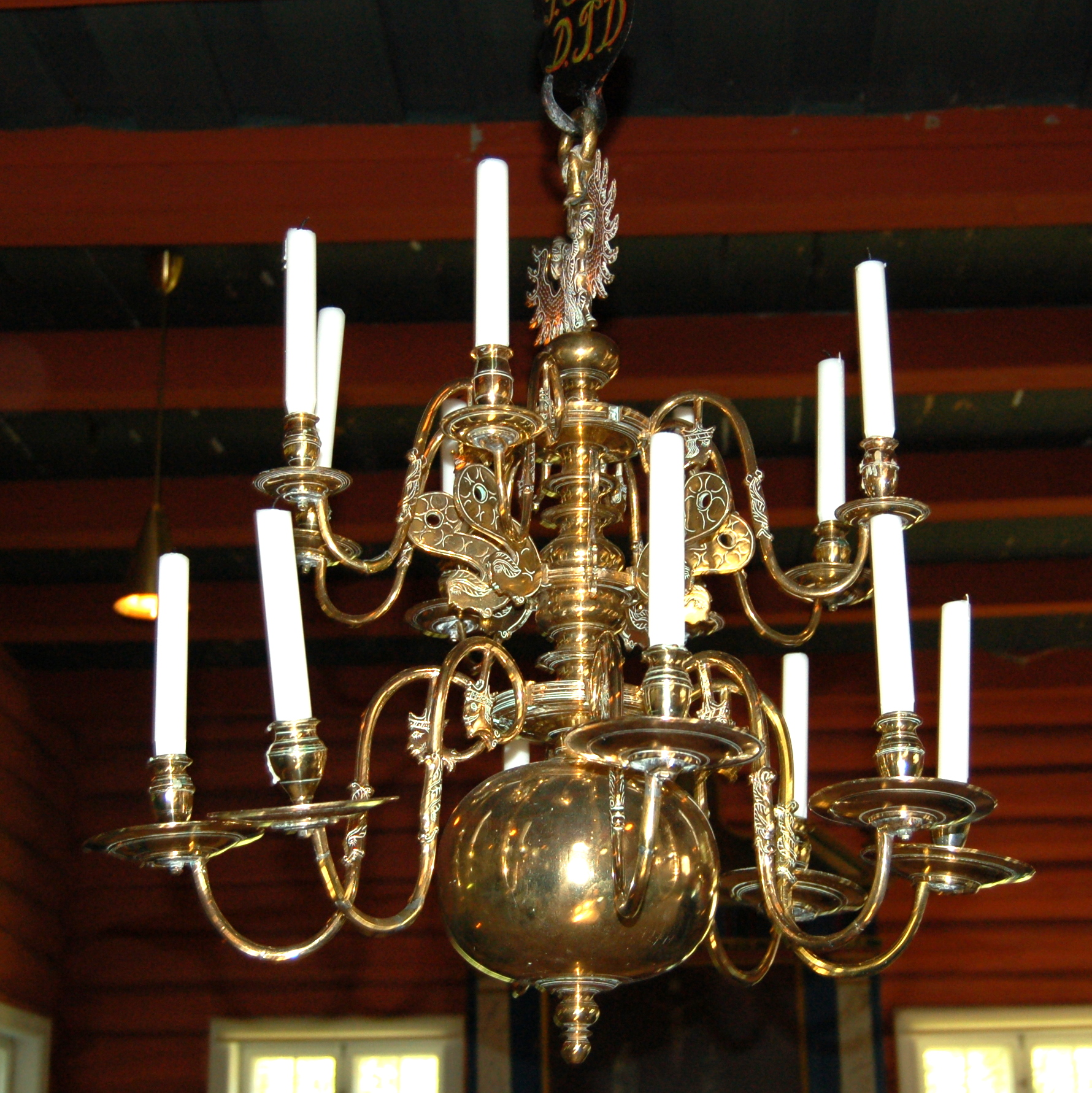
Lustr
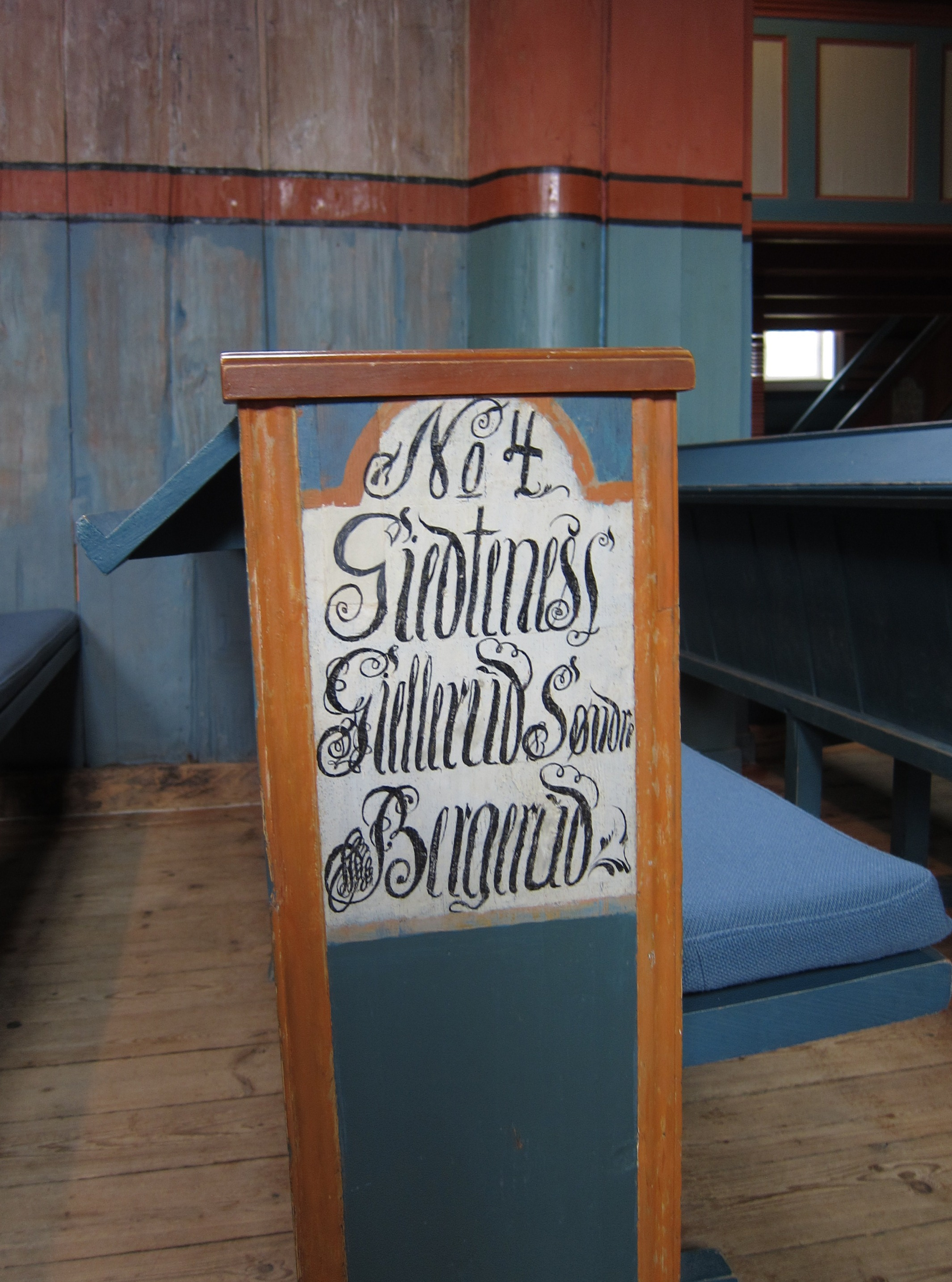
Označené lavice s číslem a jmény
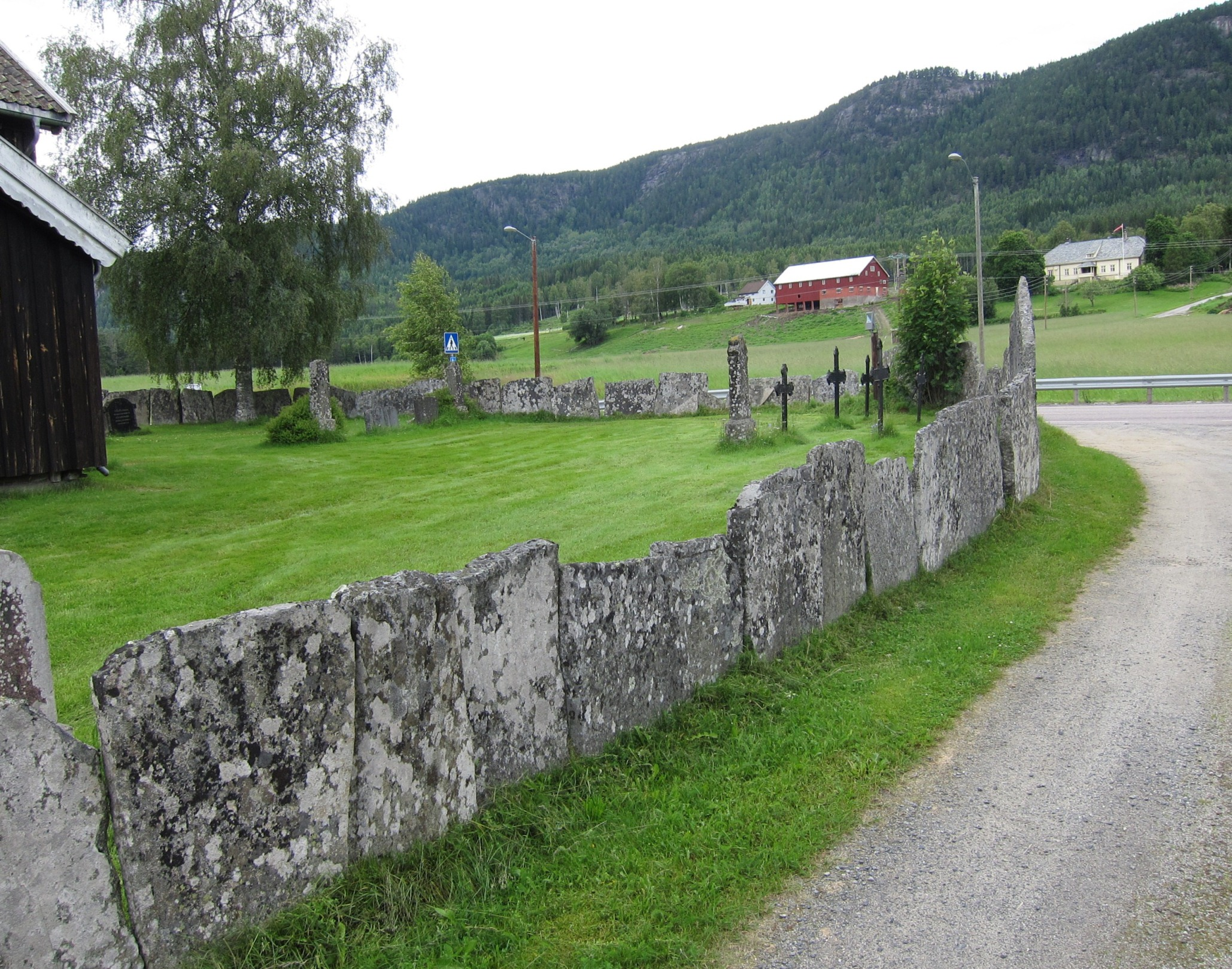
Okolní hřbitovní zeď z břidlice
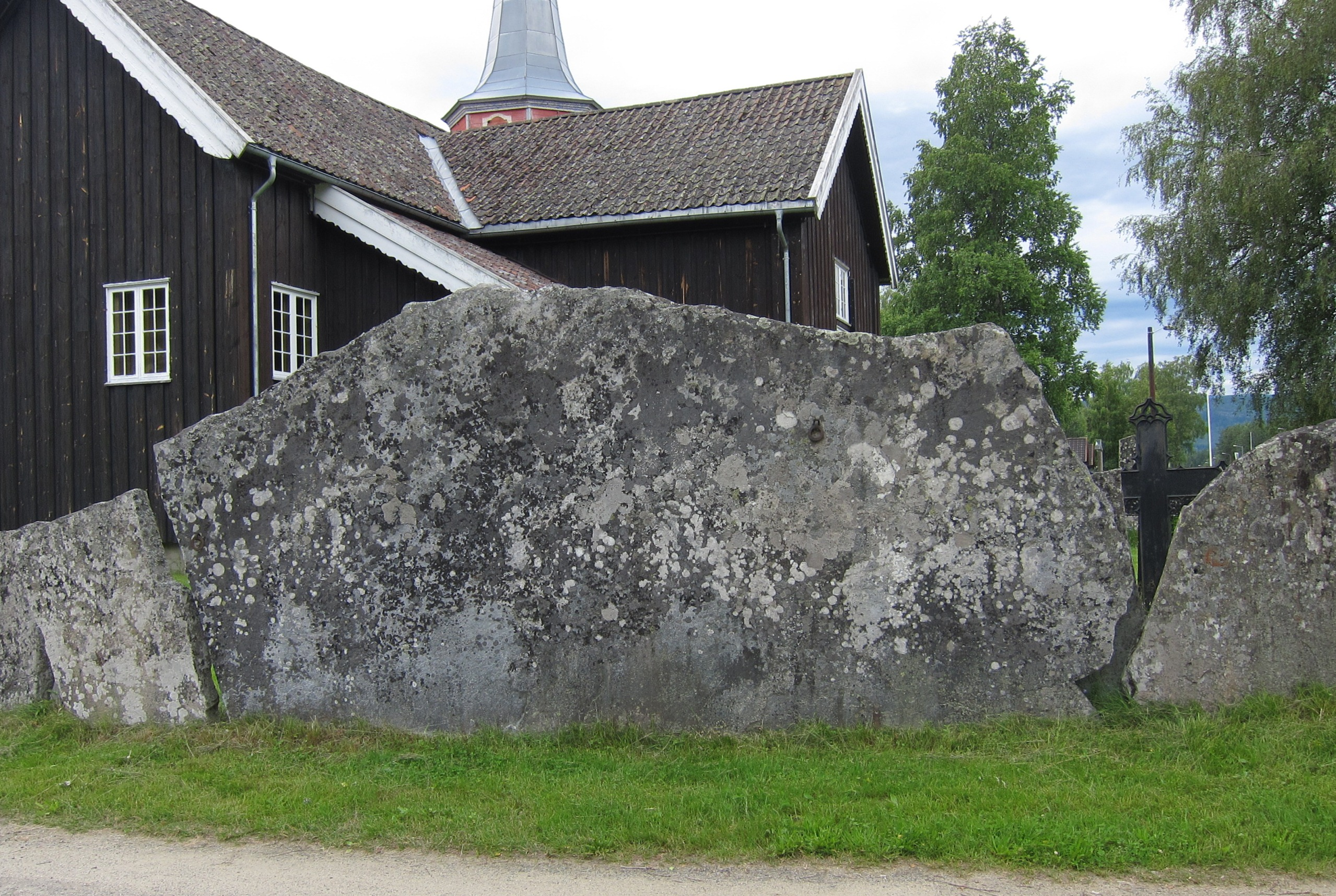
Polodetail zdi s kruhy pro přivazování koní
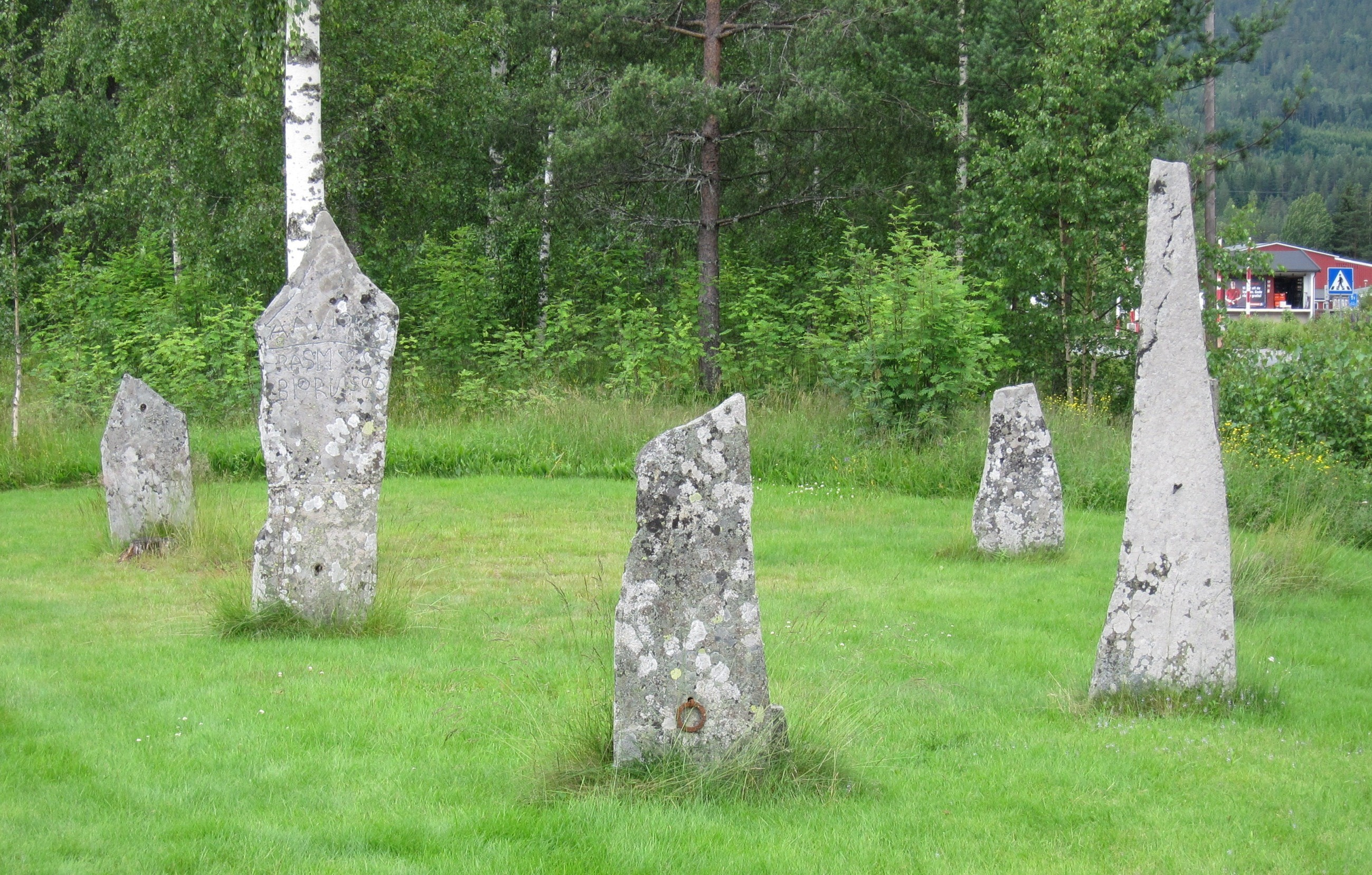
Koňské pole